# خاندان وانی
خاندان وانی (به ژاپنی: 和珥氏 Wani clan)، یکی از خاندان‌های ژاپنی بر طبق کوجیکی بود. خاندان وانی از نسل شاهزاده آمه‌ئو شیتاراشی، پسر امپراتور کوشو بود.